# Celleporina kyurokushimaensis
Celleporina kyurokushimaensis is een mosdiertjessoort uit de familie van de Celleporidae. De wetenschappelijke naam van de soort is voor het eerst geldig gepubliceerd in 1973 door Hayami.